# Сергіївська сільська рада (Любашівський район)
Сергі́ївська сільська́ ра́да — колишня адміністративно-територіальна одиниця та орган місцевого самоврядування в Любашівському районі Одеської області. Адміністративним центром було село Сергіївка.

## Загальні відомості
- Територія ради : 50,097 км²
- Населення ради : 769 осіб (станом на 2001 рік)

## Населені пункти
Сільській раді підпорядковані населені пункти:
- с. Сергіївка
- с. Іванівка
- с. Нововоздвиженка
- с. Олександрівка

## Населення
За переписом населення України 2001 року в сільській раді мешкало 769 осіб.

### Мова
Розподіл населення за рідною мовою за даними перепису 2001 року:
| Мова       | Відсоток |
| ---------- | -------- |
| українська | 82,18 %  |
| молдовська | 16,25 %  |
| російська  | 1,56 %   |

## Склад ради
Рада складалася з 12 депутатів та голови.
- Голова ради: Тулба Зоя Петрівна
- Секретар ради: Постольська Олена Петрівна

### Керівний склад попередніх скликань
| Прізвище, ім'я, по батькові  | Основні відомості                                            | Дата обрання | Дата звільнення |
| ---------------------------- | ------------------------------------------------------------ | ------------ | --------------- |
| Ковальчук Ніна Володимирівна | Сільський голова, 1952 року народження, член Народної партії | 26.03.2006   | 31.10.2010      |
| Тулба Зоя Петрівна           | Сільський голова, 1970 року народження, освіта вища          | 31.10.2010   |                 |

Примітка: таблиця складена за даними сайту Верховної Ради України

### Депутати
За результатами місцевих виборів 2010 року депутатами ради стали:

#### За суб'єктами висування
| Суб'єкт висування                 | Кількість обраних депутатів | %    |
| --------------------------------- | --------------------------- | ---- |
| Партія регіонів                   | 5                           | 41,7 |
| Політична партія «Сильна Україна» | 5                           | 41,7 |
| Народна партія                    | 2                           | 16,7 |

#### За округами
| № округу                          | Прізвище, ім'я, по батькові  | Дата визнання обраним | Освіта             | Партійна приналежність | Відомості про обраного депутата                                            |
| --------------------------------- | ---------------------------- | --------------------- | ------------------ | ---------------------- | -------------------------------------------------------------------------- |
| Народна Партія                    |                              |                       |                    |                        |                                                                            |
| 8                                 | Постольська Олена Петрівна   | 03.11.2010            | середня спеціальна | член Народної партії   | Сергіївський сільський будинок культури, директор                          |
| 12                                | Кушніренко Віктор Васильович | 03.11.2010            | середня спеціальна | позапартійний          | пенсіонер                                                                  |
| Партія регіонів                   |                              |                       |                    |                        |                                                                            |
| 1                                 | Конська Валентина Василівна  | 03.11.2010            | середня спеціальна | член Партії регіонів   | Сергіївська сільська рада, секретар                                        |
| 2                                 | Довганюк Людмила Антонівна   | 03.11.2010            | середня спеціальна | позапартійна           | Іванівський сільський клуб, завідувачка                                    |
| 4                                 | Бойко Геннадій Пилипович     | 03.11.2010            | середня спеціальна | член Партії регіонів   | Олександрівська загальноосвітня школа І-ІІІ ст., вчитель                   |
| 9                                 | Бобошко Світлана Павлівна    | 03.11.2010            | вища               | член Партії регіонів   | ОСК «Відродження», бухгалтер                                               |
| 11                                | Бобошко Людмила Іванівна     | 03.11.2010            | середня спеціальна | член Партії регіонів   | сільськогосподарський виробничий кооператив «Агросвіт», бухгалтер          |
| Політична партія «Сильна Україна» |                              |                       |                    |                        |                                                                            |
| 3                                 | Конський Віктор Петрович     | 03.11.2010            | середня спеціальна | позапартійний          | Любашівський взвод ДПС при УДАУ УМВС України в Одеській області, інспектор |
| 5                                 | Підгорна Оксана Вікторівна   | 03.11.2010            | середня спеціальна | позапартійна           | Олександрівська загальноосвітня школа І-ІІІ ст., технічний працівник       |
| 6                                 | Підгорна Наталія Василівна   | 03.11.2010            | вища               | позапартійна           | Олександрівська загальноосвітня школа І-ІІІ ст., вчитель                   |
| 7                                 | Ляхова Наталія Миколаївна    | 03.11.2010            | вища               | позапартійна           | Олександрівська загальноосвітня школа І-ІІІ ст., вчитель                   |
| 10                                | Кузовкіна Оксана Леонідівна  | 03.11.2010            | середня спеціальна | позапартійна           | Олександрівська загальноосвітня школа І-ІІІ ст., кухар                     |